# The Equalizer 2
The Equalizer 2 (bra: O Protetor 2; prt: The Equalizer 2 - A Vingança) é um filme americano de 2018, dos gêneros ação e suspense, dirigido por Antoine Fuqua e escrito por Richard Wenk.
É uma sequela de The Equalizer (2014) e baseado na telessérie homônima, e marca a primeira vez em que Denzel Washington atua numa sequência de um dos seus filmes.

## Elenco
- Denzel Washington como Robert McCall, um aposentado operativo da CIA Black Ops.
- Pedro Pascal, como Dave York, ex-parceiro de McCall na CIA e atualmente um dos suspeitos de assassinar Susan.
- Ashton Sanders como Miles, um jovem que é vizinho de McCall, este tenta ajudá-lo financeiramente como pode, praticamente sendo como um pai para este.
- Jonathan Scarfe como Resnick, um dos assassinos.
- Sakina Jaffrey como Fátima
- Melissa Leo como Susan Plummer, amiga de longa data de Robert. É assassinada no início da trama.
- Bill Pullman como Brian Plummer, marido de Susan(posteriormente viúvo).
- Adam Karst

## Produção
Em 24 de Fevereiro de 2014, sete meses antes do lançamento do Equallizer, foi anunciado que a Sony Pictures e Escape Artists estavam planejando uma sequela, com Richard Wenk  escrevendo o roteiro novamente. No início de Outubro de 2014, Antoine Fuqua, disse em uma entrevista que haveria um continuação para o filme apenas se públicos e Denzel Washington queria. Ele disse que era um personagem interessante, e a sequência poderia ter mais de um sabor internacional.
Em 22 de Abril de 2015, a Sony tinha anunciado oficialmente uma continuação com Washington de retornar ao seu papel de vigilante, Robert McCall, enquanto que  o retorno de  Fuqua ainda não tinha sido confirmado. Em Setembro de 2016, o produtor Todd Black, revelou que o roteiro do filme foi feito e Fuqua, estaria retornando para dirigir a sequência e que as filmagens começariam em Setembro de 2017.
Em 21 de Agosto de 2017, Pedro Pascal, foi escalado para o filme num papel não especificado. Dois dias depois, Melissa Leo e Bill Pullman foram confirmados para reprisar seus papéis do primeiro filme, como Susan e Brian Plummer, e foi relatado que o filme seria produzido por Jason Blumenthal, Black, Washington, Steve Tisch, Mace Neufeld, Alex Siskin e Tony Eldridge. Em 24 de Agosto de 2017, Ashton Sanders juntou o filme para jogar com um personagem que Washington considera a personagem com figura de pai. Em 25 de Março de 2018, foi revelado que Sakina Jaffrey estava escalada.

### As filmagens
A filmagem do filme começou na Extremidade Sul da área de Boston, Massachusetts, em 14 de Setembro de 2017. A filmagem foi feita também em Lynn Shore Drive em Lynn, Massachusetts e em Marshfield.

## Lançamento
The Equalizer 2 foi lançado pela Sony Pictures em 20 de Julho de 2018. A Sony originalmente programou o lançamento do filme para 29 de Setembro de 2017. O mesmo  foi adiado um ano para 14 de Setembro de 2018. Em seguida alterou-se novamente para 3 de Agosto de 2018, antes de escolher a sua, de 20 de julho de 2018.
Em Portugal e no Brasil, o filme foi lançado respectivamente em 19 de julho de 2018 e 16 de agosto de 2018.